# Санта-Мария-Маддалена-ин-Кампо-Марцио (титулярная церковь)
Титулярная церковь Санта-Мария-Маддалена-ин-Кампо-Марцио (лат. Titulus Sanctae Mariae Magdalenae in Campo Martio) — титулярная церковь была создана Папой Франциском 7 декабря 2024 года. Титул принадлежит церкви Санта-Мария-Маддалена-ин-Кампо-Марцио, расположенной в исторической части Рима в районе Кампо-Марцио, на Виа делла Маддалена, одной из улиц, ведущих от Пьяцца делла Ротонда у римского Пантеона, это региональная церковь жителей Абруцци.

## Список кардиналов-священников титулярной церкви Санта-Мария-Маддалена-ин-Кампо-Марцио
- Висенте Бокалич Иглич (7 декабря 2024 — по настоящее время).